# Frank Kinard
Frank Manning „Bruiser“ Kinard (* 23. Oktober 1914 in Pelahatchie, Mississippi, USA; † 7. September 1985 in Jackson, Mississippi) war ein US-amerikanischer American-Football-Spieler. Er spielte als Offensive Tackle und Defensive Tackle in der National Football League (NFL) bei den Brooklyn Dodgers und in der All-America Football Conference (AAFC) bei den New York Yankees.

## Spielerlaufbahn

### Collegekarriere
Frank Kinard besuchte in Jackson die High School. Seinen Spitznamen „Bruiser“ (Rabauke) erhielt er bereits auf der Schule von einem Mitspieler der Footballmannschaft, den er durch einen harten Tackle im Training zu Fall gebracht hatte. Seinen Spitznamen behielt er bis zu seinem Lebensende als Rufnamen bei. Von 1935 bis 1937 studierte Kinard an der University of Mississippi. Er spielte als Tackle in der Offense und Defense der College-Football-Mannschaft. Kinard war ein harter Spieler, der oftmals mehr als 55 Spielminuten (von 60 Spielminuten) auf dem Platz stand. Im Jahr 1936 stand er 708 Minuten auf dem Platz. Insgesamt stand seine Mannschaft in diesem Jahr 720 Minuten auf dem Platz. 1936 spielte er mit seiner Mannschaft, den „Ole Miss Rebels“ auch im Orange Bowl. Das Spiel gegen die Catholic University ging mit 20:19 verloren. Sein College zeichnete Kinard aufgrund seiner sportlichen Leistungen in allen drei Studienjahren aus. In den Jahren 1936 und 1937 wurde Bruiser Kinard zum All-American und in die Ligaauswahl gewählt. Im Jahr 1938 spielte er im College-Football-Auswahlspiel.

### Profikarriere
Bruiser Kinard wurde 1938 von den Brooklyn Dodgers in der dritten Runde an 18. Stelle gedraftet. Einen Meisterschaftserfolg konnte er mit seiner Mannschaft nicht feiern. 1945 leistete Kinard seinen Wehrdienst im United States Marine Corps in Kinston. Auch für die Marines spielte er Football. Im Jahr 1946 nahm die All-America Football Conference den Spielbetrieb auf und Kinard schloss sich den von Ray Flaherty trainieren New York Yankees an. Die Yankees und die Cleveland Browns sollten in den nächsten beiden Jahren die AAFC dominieren. In beiden Jahren trafen sie im AAFC-Endspiel aufeinander. Die Yankees konnten jedoch keines der beiden Spiele gewinnen. 1946 unterlag man den von Paul Brown trainierten Browns mit 14:9 und 1947 mit 14:3. Nach seinen Spieljahren bei der Mannschaft aus Brooklyn beendete Kinard seine Laufbahn.

## Nach der Spielerlaufbahn
Unmittelbar nach Beendigung seiner Spielerlaufbahn wurde Frank Kinard Assistenztrainer der Footballmannschaft an seiner alten Alma Mater. Zeitweise fungierte er dort auch als Head Coach. Nachdem er sich als Mannschaftsbetreuer zurückgezogen hatte, war er von 1971 bis 1974 der sportliche Leiter seines Colleges. Kinard starb im Alter von 70 Jahren und ist auf dem Lakewood Memorial Park in Jackson beerdigt.

## Ehrungen
Frank Kinard spielte fünfmal im Pro Bowl, dem Abschlussspiel der besten Spieler einer Saison. Er wurde achtmal zum All-Pro gewählt. Er ist Mitglied in der Pro Football Hall of Fame, in der College Football Hall of Fame, in der Mississippi Sports Hall of Fame, sowie in der Ole Miss Sports Hall of Fame.